# Bulbophyllum macrorhopalon
Bulbophyllum macrorhopalon là một loài phong lan thuộc chi Bulbophyllum.